# George (Washington)
 For alternative betydninger, se George. (Se også artikler, som begynder med George)
George er en by i den centrale del af delstaten Washington i USA med 809(2020) indbyggere.